# Конкорд (Вермонт)
Конкорд (англ. Concord) — місто (англ. town) в США, в окрузі Ессекс штату Вермонт. Населення — 1141 особа (2020).

## Демографія
Згідно з переписом 2010 року, у місті мешкало 1235 осіб у 522 домогосподарствах у складі 332 родин. Було 816 помешкань
Расовий склад населення:
| - 96,4 % — білих - 0,6 % — корінних американців - 0,5 % — азіатів - 0,2 % — чорних або афроамериканців |

До двох чи більше рас належало 2,2 %. Частка іспаномовних становила 1,1 % від усіх жителів.
За віковим діапазоном населення розподілялося таким чином: 22,2 % — особи молодші 18 років, 61,8 % — особи у віці 18—64 років, 16,0 % — особи у віці 65 років та старші. Медіана віку мешканця становила 42,8 року. На 100 осіб жіночої статі у місті припадало 102,1 чоловіків;  на 100 жінок у віці від 18 років та старших — 109,4 чоловіків також старших 18 років.
Середній дохід на одне домашнє господарство  становив 51 734 долари США (медіана — 51 458), а середній дохід на одну сім'ю — 60 633 долари (медіана — 60 625). Медіана доходів становила 41 667 доларів для чоловіків та 31 250 доларів для жінок. За межею бідності перебувало 14,4 % осіб, у тому числі 17,8 % дітей у віці до 18 років та 18,3 % осіб у віці 65 років та старших.
Цивільне працевлаштоване населення становило 646 осіб. Основні галузі зайнятості: виробництво — 20,6 %, освіта, охорона здоров'я та соціальна допомога — 17,3 %, роздрібна торгівля — 13,3 %, будівництво — 10,8 %.